# Micah Lawrence
Micah Lawrence  –también conocida por su nombre de casada Micah Sumrall–(Las Cruces, 20 de julio de 1990) es una deportista estadounidense que compite en natación.
Ganó dos medallas en el Campeonato Mundial de Natación, plata en 2015 y bronce en 2013, y una medalla de oro en el Campeonato Pan-Pacífico de Natación de 2018.
Participó en los Juegos Olímpicos de Londres 2012, ocupando el sexto lugar en la prueba de 200 m braza.

## Palmarés internacional
| Campeonato Mundial      | Campeonato Mundial | Campeonato Mundial | Campeonato Mundial |
| Año                     | Lugar              | Medalla            | Prueba             |
| ----------------------- | ------------------ | ------------------ | ------------------ |
| 2013                    | Barcelona (España) | Medalla de bronce  | 200 m braza        |
| 2015                    | Kazán (Rusia)      | Medalla de plata   | 200 m braza        |
| Campeonato Pan-Pacífico |                    |                    |                    |
| Año                     | Lugar              | Medalla            | Prueba             |
| 2018                    | Tokio (Japón)      | Medalla de oro     | 200 m braza        |